# Colonia Nuevo Horizonte
Colonia Nuevo Horizonte är en ort i Mexiko.   Den ligger i kommunen Morelia och delstaten Michoacán de Ocampo, i den södra delen av landet, 220 km väster om huvudstaden Mexico City. Colonia Nuevo Horizonte ligger 2 043 meter över havet och antalet invånare är 236.
Terrängen runt Colonia Nuevo Horizonte är kuperad västerut, men österut är den platt. Runt Colonia Nuevo Horizonte är det tätbefolkat, med 493 invånare per kvadratkilometer. Närmaste större samhälle är Morelia, 6,5 km sydost om Colonia Nuevo Horizonte. Runt Colonia Nuevo Horizonte är det i huvudsak tätbebyggt.